# Spieker (Detmold)
Der Spieker an der Ameide in Detmold ist ein ehemaliger Fachwerkspeicher aus Belle (Horn-Bad Meinberg) und seit dem 17. Mai 1985 ein eingetragenes Baudenkmal.

## Geschichte
Der Spieker wurde in den Jahren 1780–81 als Kornspeicher auf dem Lakehof der Eheleute Johann Wilhelm Lakemeier und Friederike Henriette Gelhaus in Belle (heute Ortsteil von Horn-Bad Meinberg) errichtet. Erbauer war der Zimmermeister Honner, die Gestaltung lässt vermuten, dass er aus dem hessischen Raum stammte. Nach dem Abbruch der Fachwerkscheune an der Mittelmühle 1964 und dem anschließenden Umbau der Mühle für das Lippische Landesmuseum beschloss der Landesverband Lippe unter der Leitung von Helmut Holländer am 26. November 1975, den vom Verfall bedrohten Fachwerkspeicher in Belle ab- und an der freien Stelle am Detmolder Burggraben wieder aufzubauen. Das Gebäude wurde in den Jahren 1976 bis 77 transloziert.
Das Gebäude befindet sich im Besitz des Landesverbandes und ergänzt das Landesmuseum um die sogenannte Museumsgastronomie. Seit September 2013 wird der Spieker vom Verein „Perspektive e.V.“ bewirtschaftet, der benachteiligten Jugendlichen eine Ausbildung ermöglichen möchte.

## Architektur
Der Kornspeicher ist ein traufständiger, zweigeschossiger Fachwerkbau mit Krüppelwalmdach. Das Eichenholzfachwerk weist zahlreiche Schrägstreben auf. Die Ausfachungen erfolgten mit roten Ziegeln. Die Eckpfeiler sind beschnitzt und bemalt. Ein umlaufendes Band trennt Erd- und Obergeschoss, darin über zwei Seiten die Inschrift 
FRUEHE SAE AM MORGEN DEINEN SAMEN LASS DEINE HAND DES ABENDS NICHT AB. DENN DU WEIST NICHT, OB DIS ODER DAS GERATEN WIRD, UND OBS BEIDES GERIETHE, SO WÄRE ES DESTO BESSER * PRED * SALM * CAP XI * VS VI * ANO MDCCLXXXI
Der Türrahmen ist reich beschnitzt, darin die Inschriften
MIT GOTT IN EINER JEDEN SACH ANFANG UND ENDE MACH
JOHAN WILHELM LAKEMEIER UND FRIDERIKA HENRIETTA GELHAUS 1780/81
DEN 7. AUGUSTUS DER M.
ANNO 1781 HONNER